# American Beauty/American Psycho
American Beauty/American Psycho è il sesto album in studio del gruppo musicale statunitense Fall Out Boy, pubblicato nel gennaio 2015.

## Tracce
1. Irresistible – 3:26 (Pete Wentz, Patrick Stump, Joe Trohman, Andy Hurley)
2. American Beauty/American Psycho – 3:15 (Wentz, Stump, Trohman, Hurley, Sebastian Akchoté-Bozovic, Nikki Sixx)
3. Centuries – 3:51 (Wentz, Stump, Trohman, Hurley, Jonathan Rotem, Michael J. Fonseca, Raja Kumari, Justin Tranter, Suzanne Vega)
4. The Kids Aren't Alright – 4:20 (Wentz, Stump, Trohman, Hurley)
5. Uma Thurman – 3:31 (Wentz, Stump, Trohman, Hurley, Jake Sinclair, Waqaas Hashmi, Jarrel Young, Liam O'Donnell, Jack Marshall, Bob Mosher)
6. Jet Pack Blues – 2:59 (Wentz, Stump, Trohman, Hurley)
7. Novocaine – 3:46 (Wentz, Stump, Trohman, Hurley)
8. Fourth of July – 3:44 (Wentz, Stump, Trohman, Hurley, Ryan Lott, Sinclair)
9. Favorite Record – 3:23 (Wentz, Stump, Trohman, Hurley)
10. Immortals – 3:09 (Wentz, Stump, Trohman, Hurley)
11. Twin Skeleton's (Hotel in NYC) – 3:40 (Wentz, Stump, Trohman, Hurley)

## Formazione
- Patrick Stump – voce, chitarra, tastiera
- Joe Trohman – chitarra, tastiera, programmazione, cori
- Pete Wentz – basso, cori
- Andy Hurley – batteria, percussioni, cori

## Classifiche
| Classifica (2015) | Posizione massima |
| ----------------- | ----------------- |
| Australia         | 3                 |
| Canada            | 1                 |
| Finlandia         | 25                |
| Germania          | 12                |
| Italia            | 69                |
| Nuova Zelanda     | 4                 |
| Norvegia          | 16                |
| Paesi Bassi       | 40                |
| Regno Unito       | 2                 |
| Stati Uniti       | 1                 |
| Svezia            | 13                |